# Gregorio Vivaldelli

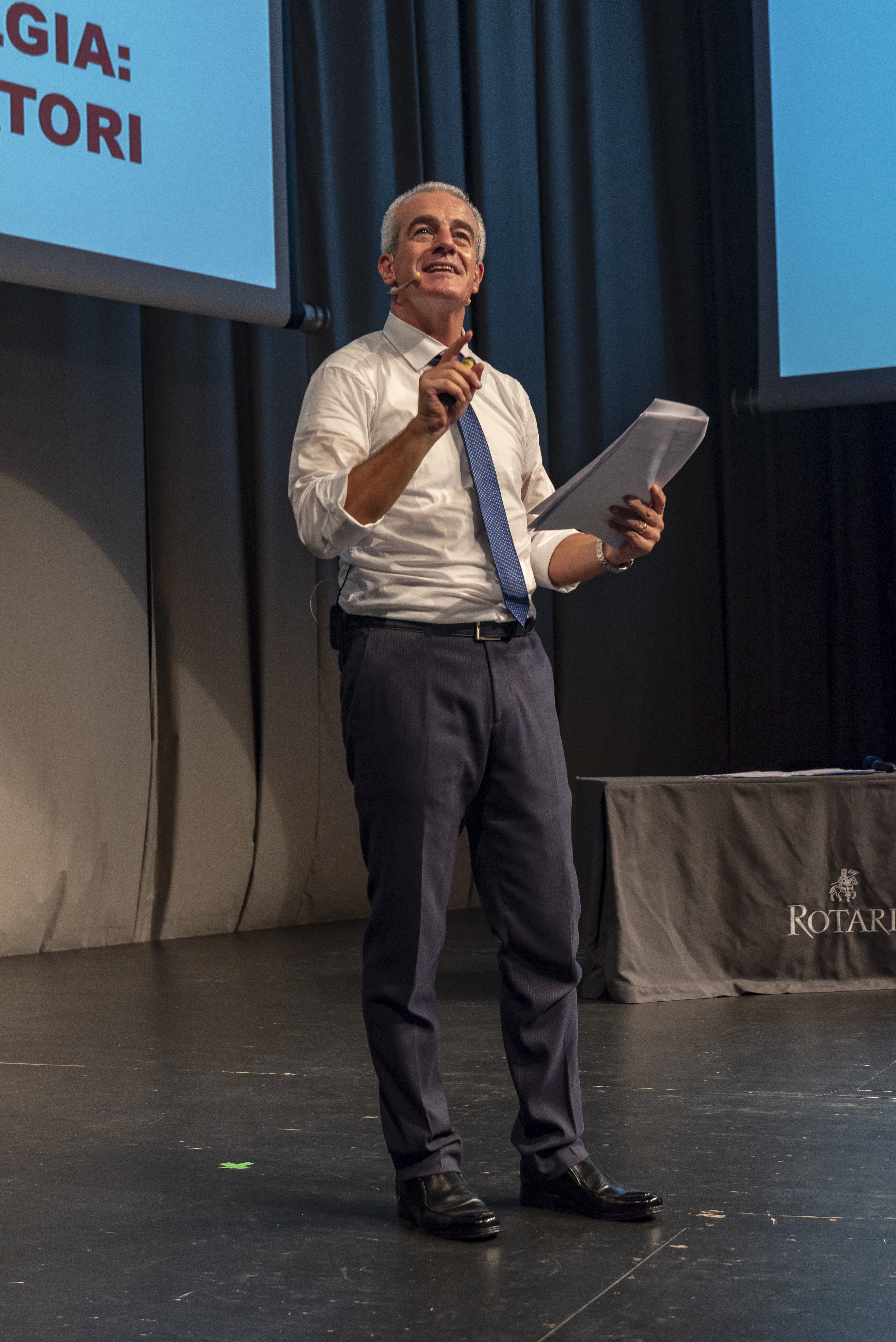
Gregorio Vivaldelli durante una serata sulla Divina Commedia al PalaRotari di Mezzocorona in Trentino.

Gregorio Vivaldelli (Riva del Garda, 1967) è un biblista e saggista italiano.

## Biografia

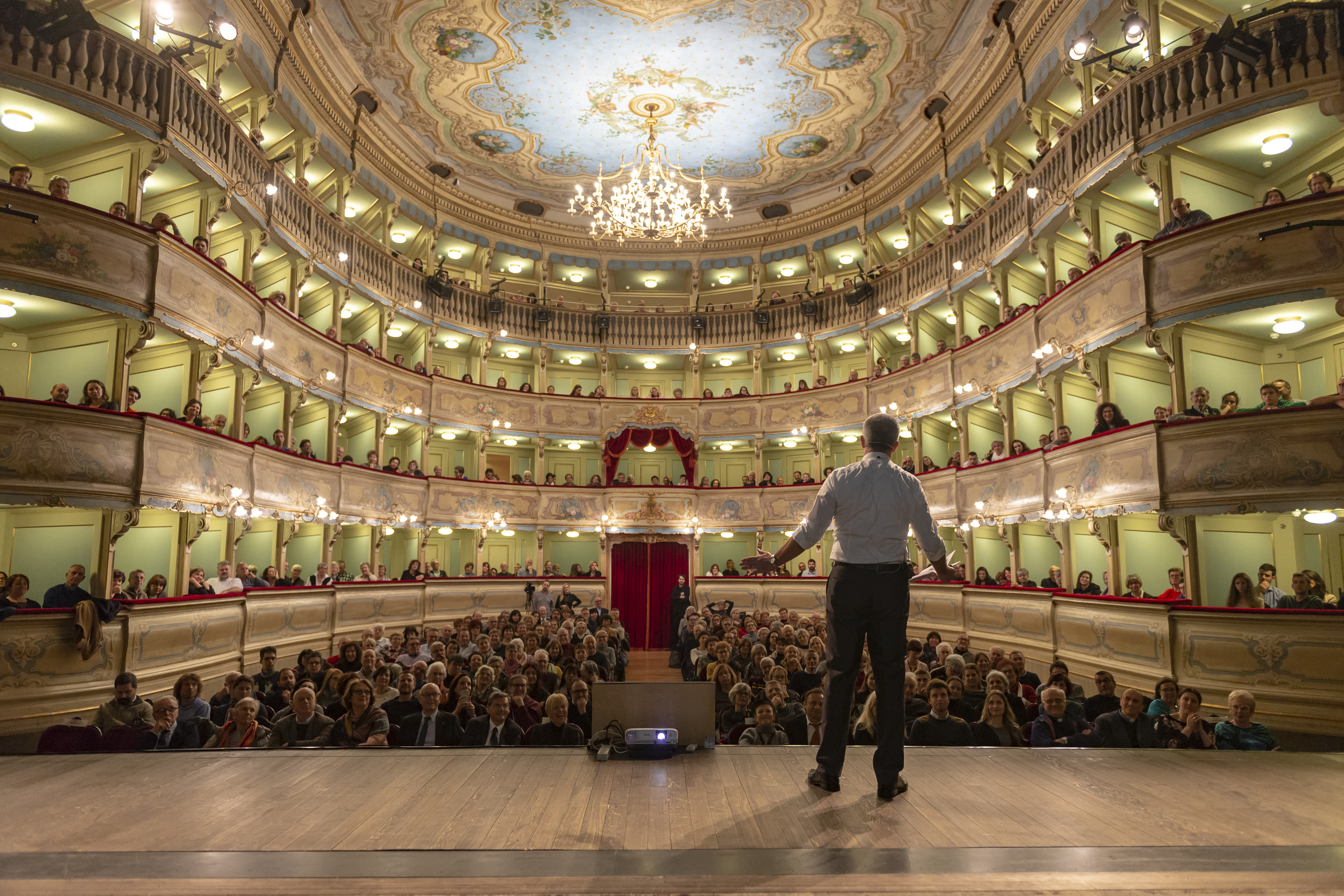
Serata con la Divina Commedia al teatro comunale Riccardo Zandonai di Rovereto.

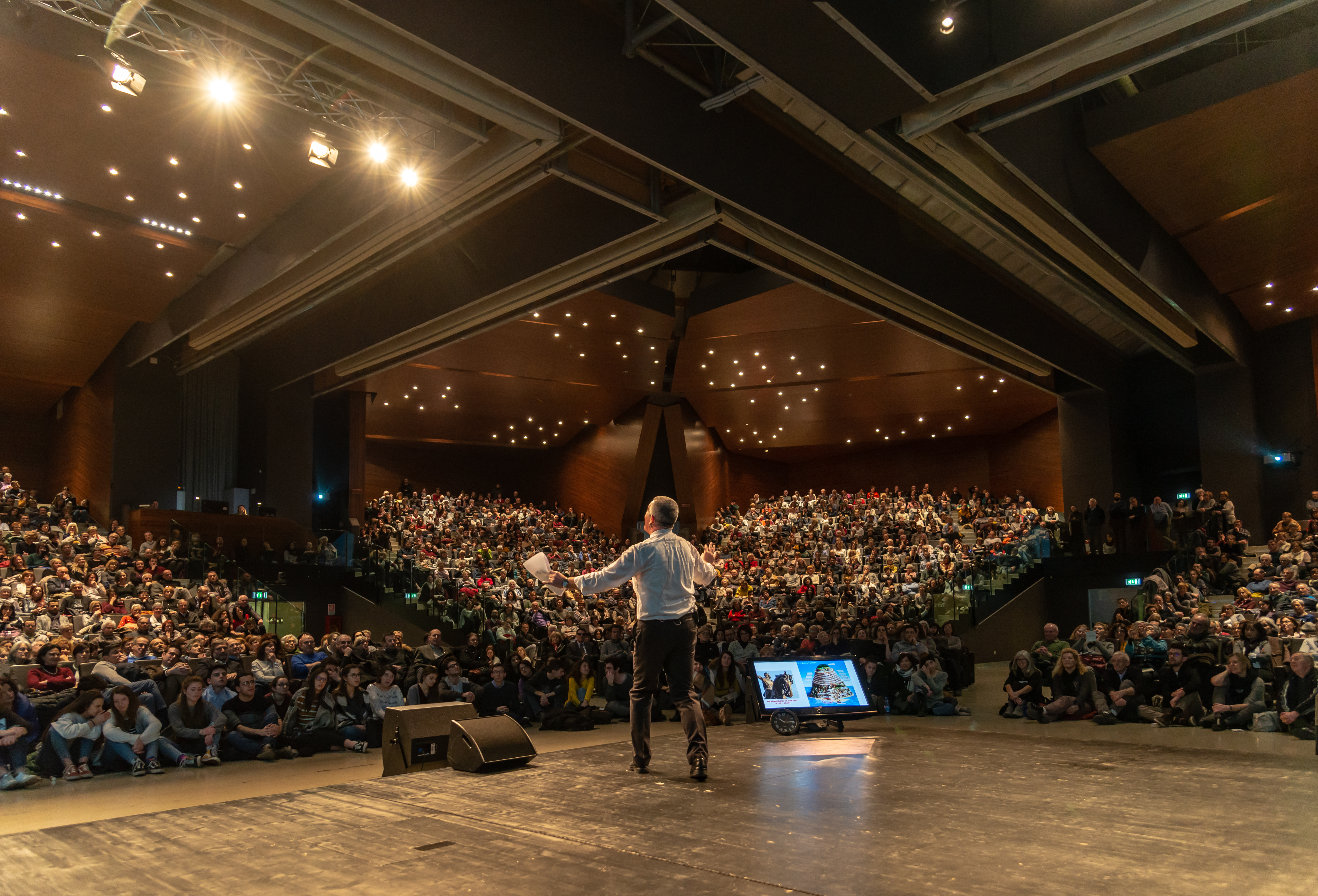
Serata con la Divina Commedia al PalaRotari di Mezzocorona.

Sposato e padre di 4 figli, ha conseguito il dottorato in teologia biblica e la licenza di specializzazione in scienze bibliche presso la Pontificia Università Lateranense. È professore presso lo Studio Teologico Accademico di Trento. Svolge un servizio di formazione biblica a livello nazionale e internazionale e promuove cicli di conferenze nelle quali tratta le risonanze teologiche e spirituali presenti nella Divina Commedia.

## Opere
Molti lavori hanno avuto la collaborazione con Bruno Maggioni e alcuni sono stati tradotti in portoghese, spagnolo, inglese, francese e polacco.
- Immagini di coppia nella Bibbia, San Paolo Edizioni, 2003; II ed. 2004, ISBN 9788821548833
- Se di domenica la Parola. Un laico commenta il Vangelo (3 volumi), Àncora, 2003-2005
- Il Signore è mia luce e mia salvezza, San Paolo Edizioni, 2004, ISBN 9788821550188
- Parla, Signore, questa famiglia ti ascolta, San Paolo Edizioni, 2006, ISBN 9788821555725 (con Piero Rattin)
- Donna, perché piangi? Le domande di Dio all'uomo, San Paolo Edizioni, 2007, ISBN 9788821558825
- La Bibbia nella vita della famiglia, San Paolo Edizioni, 2009; II ed. 2011, ISBN 9788821563515
- La Bibbia degli sposi, Àncora, 2009, ISBN 9788851407094 (con Bruno Maggioni)
- La bibbia di Natale, Àncora, 2009, ISBN 9788851407193 (con Bruno Maggioni)
- La bibbia della Prima Comunione, Ancora, 2009, EAN 9788851406950 (con Bruno Maggioni)
- Tra moglie e marito… Matrimonio e famiglia nella Bibbia, San Paolo Edizioni, 2010, ISBN 9788821567261 (con Jean-Baptiste Édart)
- ABC per la preparazione del matrimonio, San Paolo Edizioni, 2011, ISBN 9788821572647 (con Emanuela Vivaldelli)
- La Bibbia giovane, Ancora, 2011, ISBN 9788851408756 (con Bruno Maggioni)
- La Bibbia di Nazaret, Àncora, 2013 (con Bruno Maggioni)
- Piccolo dizionario biblico. Una guida essenziale, Àncora, 2011 (con Bruno Maggioni)